# Fusil Tipo 38
El Arisaka Tipo 38 (三八式歩兵銃; Sanpachi-shiki hohējū, en japonés) era un fusil de cerrojo que fue durante un periodo el fusil estándar del Ejército Imperial Japonés en la Segunda Guerra Mundial. Tiene un cargador interno fijo, que es alimentado mediante peines de 5 cartuchos. También es conocido en Japón como Carabina Tipo 38 de la Era Meiji. Un fusil similar anterior era el Tipo 30, que también fue empleado junto a este. Ambos fusiles también son llamados Arisaka, por el nombre de su inventor el coronel Nariakira Arisaka.

## Historia y desarrollo
El Ejército Imperial Japonés puso en servicio el fusil Tipo 30 en 1897. Sin embargo, el arma tenía varias desventajas que fueron puestas en evidencia durante las primeras etapas de la guerra ruso-japonesa. Entre estas figuraban cartuchos que se rajaban, un cerrojo mal diseñado donde solía acumularse pólvora sin quemar y le quemaba la cara del tirador, frecuentes disparos accidentales, atascos, dificultades para limpiarlo y extraer los casquillos. El mayor Kijirō Nambu se ocupó del rediseño del fusil Tipo 30, dando origen al Tipo 38, que entró en servicio en 1906. Nambu redujo el número de piezas del cerrojo del Tipo 30 de 9 a 6, simplificando al mismo tiempo su fabricación y desmontaje sin necesidad de herramientas. Se le añadió una cubierta protectora, ya que en la guerra ruso-japonesa el polvo hacía que los fusiles no funcionasen. El arma fue producida en varios arsenales:
- Arsenal de Tokio desde 1906 hasta 1932: 2.029.000 unidades (aprox.)[8]
- Arsenal de Kokura desde 1933 hasta 1941: 494.700 unidades (aprox.)[8]
- Arsenal de Nagoya desde 1932 hasta 1942: 312.500 unidades (aprox.)[8]
- Arsenal de Jinsen (hoy Incheon) durante 1942: 13.400 unidades (aprox.)[8]
- Arsenal de Hoten (era llamado Arsenal de Mukden antes de su captura por los japoneses,[9] hoy Shenyang) desde 1937 hasta 1944: 148.800 unidades (aprox.)[8]

En 1939, el fusil Tipo 38 producido por estos arsenales costaba 75,9 yenes cada uno. Para 1940, más de tres millones de fusiles Tipo 38 habían sido suministrados al Ejército Imperial Japonés. Sin embargo, las desventajas del Tipo 38 durante la segunda guerra sino-japonesa llevaron a la introducción del Tipo 99 a partir de 1939. El nuevo fusil disparaba el cartucho 7,70 x 58 Arisaka, que ya era empleado por la ametralladora pesada Tipo 92 y la ametralladora ligera Tipo 97. Pero no todas las unidades recibieron el nuevo fusil y la combinación de modelos con cartuchos incompatibles produjo considerables problemas de logística durante la Segunda Guerra Mundial.
La Armada Imperial Japonesa también compró una cierta cantidad de fusiles Tipo I a Italia. Los fusiles italianos empleaban el mismo cartucho que el Tipo 38. El Tipo I era similar al Tipo 38 en lo que a forma y longitud respecta, pero empleaba un cerrojo italiano Carcano.
Durante la Primera Guerra Mundial, el Tipo 38 fue uno de los fusiles extranjeros importados por el Reino Unido para aliviar la escasez de fusiles existente. La mayoría de estos fusiles fueron distribuidos a la Marina Real Británica y empleados para entrenamiento. Los cartuchos 6,5 x 50 Arisaka para estos fusiles fueron producidos localmente por Kynoch.
El Tipo 38 fue ampliamente utilizado por las tropas chinas durante la segunda guerra sino-japonesa. Tras la Segunda Guerra Mundial, los fusiles Tipo 38 fueron empleados por ambos bandos durante la guerra civil china y la guerra de Corea. Varios de los fusiles Tipo 38 empleados por las fuerzas nacionalistas chinas fueron recalibrados para el cartucho 7,92 x 57, mientras que el Ejército Popular de Liberación recalibró otros tantos para emplear el cartucho soviético 7,62 x 54 R.

## Diseño
El Tipo 38 emplea el cartucho japonés 6,5 x 50 Arisaka, que produce poco retroceso al ser disparado. Otra de sus ventajas era que con sus peines se podía alimentar a la Ametralladora ligera Tipo 11. Pero a pesar de estar al mismo nivel que los cartuchos militares calibre 6,5 mm noruegos e italianos de la época, el 6,5 x 50 Arisaka no era tan potente como los diversos cartuchos empleados por otros países. Con sus 1.280 mm, el Tipo 38 fue el fusil más largo de la guerra debido al énfasis puesto en el entrenamiento de lucha cuerpo a cuerpo del soldado japonés de la época y a su estatura promedio de 1,60 metros. El fusil se alargaba más al acoplársele la bayoneta Tipo 30, que medía 400 mm. El Tipo 38 era bastante pesado, con unos 4,25 kg. 
La inspección de postguerra del Tipo 38 por parte de autoridades militares estadounidenses y expertos de la Asociación Nacional del Rifle estadounidense, demostraron que el cajón de mecanismos de este fusil de cerrojo era el más resistente de todos y capaz de emplear cartuchos más potentes.

## Variantes

### Carabina Tipo 38
La carabina Tipo 38 entró en servicio al mismo tiempo que el fusil Tipo 38. No solamente fue empleada unidades de caballería, sino también por unidades de ingenieros, aprovisionamiento y otras tropas de segunda línea. Su cañón solamente medía 487 mm, por lo que tenía una longitud de 966 mm y pesaba 3,30 kg. No tenía bayoneta y su precio unitario en 1939 era de 67,9 yenes. Fue producida en diversos arsenales:
- Arsenal de Tokio desde 1906 hasta 1931; 210.000 unidades (aprox.)[13]
- Arsenal de Kokura desde 1938 hasta 1941: 49.500 unidades (aprox.)[13]
- Arsenal de Nagoya desde 1935 hasta 1942: 206.000 unidades (aprox.)[13]
- Arsenal de Hoten/Mukden desde 1938 hasta 1944: 52.300 unidades (aprox.)[13]

### Fusil de Caballería Tipo 38
A fines de la década de 1930 e inicios de la década de 1940, una cantidad desconocida de fusiles Tipo 38 fueron transformados en "Fusiles de Caballería" en el Arsenal de Nagoya, que se encargó de todas las reconstrucciones de los fusiles y carabinas Tipo 38 y Tipo 44. Sus cañones fueron acortados a 635 mm de los 794 mm del cañón estándar y se les acortó la culata y el guardamanos, mientras que la cubierta del cañón mantuvo su longitud original. El resultado final es un Tipo 38 con un tamaño similar al Tipo 99. Su designación de "Fusil de Caballería" era inusual, ya que en aquel entonces la Caballería estaba en declive y es más probable que estos fusiles fueron suministrados a unidades de segunda línea. Estos fusiles no tienen números de serie ni marcajes de arsenal consistentes, ya que fueron modificados a partir de lotes existentes. Aunque se desconoce el número total de fusiles producidos, se ha estimado que unos 100.000 fusiles fueron modificados.

### Fusil de Caballería Tipo 44
Se parece a la carabina Tipo 38 desde la abrazadera media hacia atrás. El fusil de Caballería Tipo 44 es completamente distinto desde la abrazadera media hacia adelante, con una bayoneta plegable, un remate metálico con un gancho de apilado en su lado izquierdo y anchas orejetas protectoras del punto de mira. Esta modelo fue introducido en 1911. Este fusil tiene 3 variantes. Cada una se distingue por el tamaño del remate y la distancia entra sus tornillos. Tienen un singular compartimiento en la culata para almacenar su baqueta. Estas características adicionales incrementaron el costo del fusil a 86,2 yenes por unidad en 1939.

### Fusil de francotirador Tipo 97
Entró en servicio en 1937. Es similar al Tipo 38 estándar, pero con una mira telescópica de 2,5x aumentos y un cerrojo con la manija doblada hacia abajo. Se produjeron unos 14.000.

### Fusil corto Tipo 38
Entre finales de la década de 1930 e inicios de la década de 1940, una cantidad desconocida de fusiles Tipo 38 fueron transformados en fusiles cortos en el Arsenal de Nagoya, que efectuó todas las reconstrucciones e los fusiles Tipo 38 y carabinas Tipo 44. Los cañones fueron acortados a 635 mm respecto al cañón estándar de 794 mm, al igual de que la culata para que coincida con el cañón, pero el guardamanos conservaba su longitud original. El resultado final fue un Tipo 38 con un tamaño similar al del Tipo 99 corto. Los números de serie y los marcajes de los arsenales no tienen continuidad, ya que los fusiles fueron modificados a partir de lotes existentes. Aunque se desconoce la producción total, se estima se que transformaron aproximadamente 100.000 fusiles.

### Fusil Seis/Cinco chino
Es una copia china del Tipo 38, fabricada en el Arsenal de Taiyuan a fines de la década de 1920 e inicios de la década de 1930 para el general Yan Xishan, caudillo de la provincia de Shanxi. La recámara tiene estampado el marcaje 六五步槍, o fusil seis/cinco. Se estima que se fabricaron 108.000 fusiles.

### Fusiles Tipo 918
Se cree que estas copias del fusil Tipo 38 fueron fabricadas en el Arsenal del Ejército de Manchuria del Sur (también conocido como el Arsenal 918), pero se sabe muy poco sobre ellas. Las fuentes chinas afirman que estos fusiles fueron fabricados en China para Japón, pero se desconoce su destinatario. No tienen estampado el Crisantemo Imperial japonés, sino un corazón y debajo de este Tipo 918 (九一八式). Tampoco se sabe si fueron fabricados antes o después de la rendición de las fuerzas japonesas. Tiene una bayoneta plegable similar a la del Tipo 44. El 918 estampado sobre sus recámaras representa la fecha 18 de septiembre de 1931, cuando tuvo lugar el Incidente de Mukden.

### Carabina Norte de China Tipo 19
En China se fabricó una copia relativamente tosca de la carabina Tipo 38 japonesa, para equipar a las tropas de los estados títeres de Japón. Se cree que fue principalmente fabricada en la ciudad de Tientsin. Al contrario de la otra Tipo 19, que es una copia de la Tipo 30 y dispara el cartucho 7,92 x 57 Mauser, esta Tipo 19 dispara el cartucho 6,5 x 50 Arisaka. Al igual que la otra, tiene una flor de cerezo estampada sobre la recámara y no el Crisantemo Imperial japonés, así como el texto "Norte de China Tipo 19" (北支一九式). El 19 puede significar el decimonoveno año de la Era Shōwa, o 1944. Se desconoce su designación militar. Se cree que se fabricaron aproximadamente 40.000 carabinas.

### Fusil largo Tipo 66 siamés
Siam (hoy Tailandia) ordenó en 1924 50.000 fusiles Tipo 38 al Arsenal de Tokio, pero calibrados para su cartucho 8 x 52 R Tipo 66. La recámara tiene estampada el Charkra siamés, con el texto Tipo 66 (แบบ ๖๖) escrito debajo. No solo se cambió el calibre, sino que los mecanismos de puntería, la bayoneta y la baqueta son diferentes del fusil japonés. Casi todas las piezas, incluso los tornillos, no son intercambiables con el Tipo 38.

### Fusil Tipo 83 tailandés
Al contrario del Tipo 66 (แบบ ๖๖) siamés, este fusil es un Tipo 38 estándar calibre 6,5 mm que fue enviado como asistencia militar desde Japón a Tailandia en 1940. Estos fusiles fueron tomados de las líneas de ensamblaje de los arsenales de Nagoya y Kokura, después que el Crisantemo Imperial japonés fuese cancelado al estamparse ceros alrededor de sus pétalos. En Tailandia fueron llamados Tipo 83 (แบบ ๘๓). Estos fusiles fueron suministrados a unidades de segunda línea, a fin de tener disponibles más fusiles de calibre estándar para las unidades de primera línea en la Guerra franco-tailandesa. En la década de 1950, a algunos de estos fusiles se les acortó el cañón y la culata, además de ser recalibrados para el cartucho .30-06 Tipo 88 y siendo designados como Tipo 83/88 (แบบ ๘๓/๘๘). Muy pocos de estos fusiles fueron importados a Estados Unidos, ya que el Acta de Control de Armas de 1968 prohibió la entrada de antiguas armas militares al país.

### Carabinas policiales Tipo 91 tailandesas
Estas carabinas fueron fabricadas después de la Segunda Guerra Mundial en Tailandia, en los Arsenales Reales Tailandeses de Bangkok, a partir de piezas del Tipo 38 para equipar a la policía con una sencilla carabina. Se les acortó la culata y el cañón. Sus culatas fueron cortadas como las de la carabina M1, empleando las aceiteras y correas portafusil de aquella. A algunas se les dobló la manija del cerrojo, mientras que a otras no. Algunas tienen estampado el escudo de la Policía Real Tailandesa sobre la recámara con el número 91 (๙๑) estampado arriba de este, mientras que otras tienen estampado el Charkra siamés. Todas conservaron su calibre original de 6,5 mm.

### Fusiles y carabinas Modelo 1913 mexicanos
El régimen de Victoriano Huerta ordenó a mediados de 1913 50.000 fusiles y más tarde 25.000 carabinas, calibradas para el cartucho estándar 7 x 57 Mauser, al Arsenal de Koishikawa. Fueron fabricados para emplear las bayonetas de los fusiles mexicanos Mauser Modelo 1895, modelo 1902 y 1910. A inicios de 1914 llegaron a México los primeros 10.000-15.000 fusiles, pero los japoneses cancelaron el resto de la orden probablemente porque Huerta había huido de México a mediados de 1914 y temían que no les paguen por los demás fusiles. A fines de 1914 o inicios de 1915 el imperio ruso, que necesitaba armas con urgencia, compró el resto de fusiles que habían quedado en Japón, que eran 35.400 o 60.000 fusiles y carabinas. Los primeros mil fusiles tenían estampados sobre la recámara tres círculos entrelazados, mientras que los demás tenían estampado el escudo de armas de México y el texto República Mexicana estampado arriba de éste.

### KL .303
Conversión estonia del Tipo 38 estándar, recalibrado para disparar el cartucho .303 British y destinado a las unidades de segunda línea de la Liga de Defensa Estonia. Entre 1929 y 1934 se recalibraron 24.000 fusiles.

### Fusiles y carabinas chinas de 7,62 mm
Después de la Segunda Guerra Mundial, China recalibró muchos fusiles Tipo 38 y carabinas Tipo 44 para disparar el cartucho 7,62 x 39, al haberse equipado con carabinas SKS y fusiles AK.
Dos versiones del Tipo 38 recalibrado consistían en fusiles con cañón de SKS. La Tipo 44 recalibrada tenía un cañón de SKS con su boca al ras de la abrazadera delantera y una bayoneta plegable.

## Usuarios

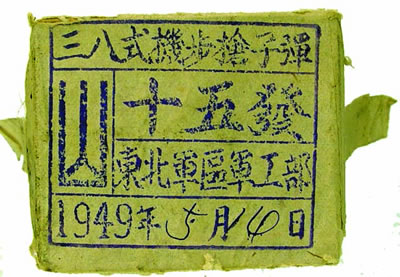
Un paquete de 15 cartuchos 6,5 x 50 Arisaka, fabricados por el Arsenal de Shenyang, Manchuria, el 14 de mayo de 1949.

- Imperio Japonés: Empleó 3,5 millones de fusiles entre 1906 y 1944.[1]
- Birmania: Fue empleado por el Ejército Independiente Birmano.[28] Estuvo en servicio con el Ejército de Birmania hasta la década de 1960.[28]
- China: El Ejército Popular de Liberación empleó fusiles capturados contra los japoneses, así como durante la guerra civil china[29] y la guerra de Corea.[30] En la década de 1960 todavía estaba en servicio con los Guardias Rojos, con la designación Tipo 65.[31]
- Corea del Norte: Cantidades limitadas.
- Corea del Sur: Provisto por el Gobierno militar del Ejército de los Estados Unidos en Corea a la Policía coreana como fusil estándar. Las Fuerzas Armadas de la República de Corea estaban equipadas con 9.593 fusiles Tipo 38 al inicio de la de guerra de Corea.[32][33]
- Estonia: Antiguo lote ruso empleado en la guerra de Independencia de Estonia. Después se recalibraron 24.000 fusiles Tipo 38, dando origen a la variante KL .303.[25]
- Filipinas: Las guerrillas filipinas emplearon fusiles Tipo 38 capturados.[34] Unos cuantos quedaron almacenados en los arsenales militares y policiales, siendo empleados de forma limitada como armas de entrenamiento básico o fusiles ceremoniales en cuarteles y academias militares.
- Finlandia: Antiguo lote ruso.[35]
- Imperio austrohúngaro: Empleó fusiles capturados a los rusos durante la Primera Guerra Mundial.[25]
- Imperio ruso: Durante la Primera Guerra Mundial compró los 35.400 fusiles restantes originalmente destinados a México, además de recibir 128.000 fusiles Tipo 30 y Tipo 38 de Gran Bretaña en 1916.[36] A estos se les añade unos 600.000 fusiles comprados directamente a Japón.[37]
- Indonesia: Capturó fusiles Tipo 38 tras la rendición japonesa y los empleó en la guerra de Independencia de Indonesia.[36]
- Manchukuo: la caballería del Ejército Imperial de Manchukuo recibió 50.000 carabinas Tipo 38 en 1935, mientras que la infantería de primera línea fue reequipada con fusiles Tipo 38 entre 1935 e inicios de la década de 1940.[38]
- Unión Malaya: Los fusiles capturados después de la rendición de Japón fueron empleados por el Partido Comunista de Malasia en la Emergencia Malaya.[39]
- México: El gobierno mexicano ordenó en 1913 75.000 fusiles calibrados para el cartucho 7 x 57 Mauser, pero solamente 10.000-15.000 fueron suministrados antes del derrocamiento de Victoriano Huerta en 1914 y la cancelación de la orden.[36]
- Reino Unido: Compró un lote mezclado de 150.000 fusiles Tipo 30 y Tipo 38 al inicio de la Primera Guerra Mundial. La mayoría fueron empleados en batallones de entrenamiento y los fusiles fueron declarados obsoletos en 1921.[40] Según otra fuente, las exportaciones japonesas de este modelo fueron más grandes: 500.000 a Gran Bretaña y 620.000 a Rusia.[41]
- República de China: Japón suministró más de 200.000 fusiles y carabinas Tipo 38 a China entre 1917 y 1918, inclusive 125.000 al gobierno central. El suministro a diversos caudillos continuó durante la década de 1920. La Academia Militar de Whampoa obtuvo fusiles Tipo 38 de la Unión Soviética como ayuda militar,[42] al igual que el ejército irregular del caudillo Feng Yuxiang.[43] El Ejército Colaboracionista Chino projaponés también fue equipado con fusiles Tipo 38 en la década de 1940,[44] mientras que muchos fusiles fueron capturados por las fuerzas antijaponesas. También se produjeron copias chinas en diversos arsenales.[45] El Ejército Nacional Revolucionario empleó fusiles capturados contra los japoneses en la segunda guerra sino-japonesa.
- Segunda República Española: Utilizó fusiles japoneses y mexicanos, proveidos por la Unión Soviética, durante la guerra civil española. Algunos ejemplares fueron recalibrados para disparar el cartucho 7,92 x 57 Mauser.[46]
- Segunda República Polaca: Antiguo lote ruso de fusiles y carabinas Tipo 30, Tipo 35 y Tipo 38.[47] El fusil Tipo 38 recibió la designación karabin japoński wz.05 Arisaka y la carabina Tipo 38 recibió la designación karabinek japoński wz.05 Arisaka. Fueron suministrados a la Policía, la Guardia de Frontera y milicias.
- Tailandia: Compró fusiles a Japón antes de la Segunda Guerra Mundial.
- Vietnam: Utilizó fusiles capturados a los japoneses durante la ocupación japonesa y después contra los franceses en la guerra de Indochina.[48]

## Galería

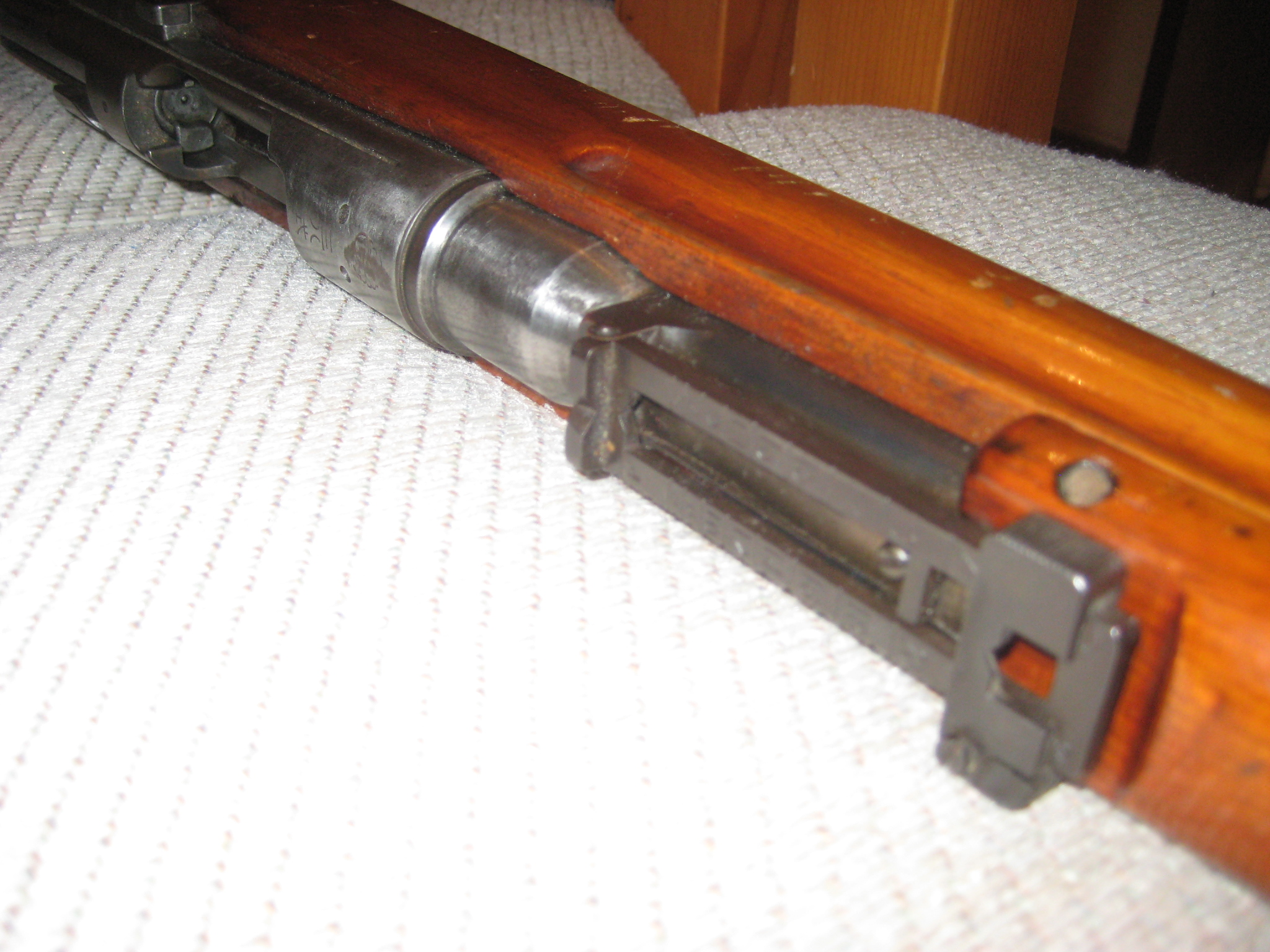
Detalle del alza de un Tipo 38.
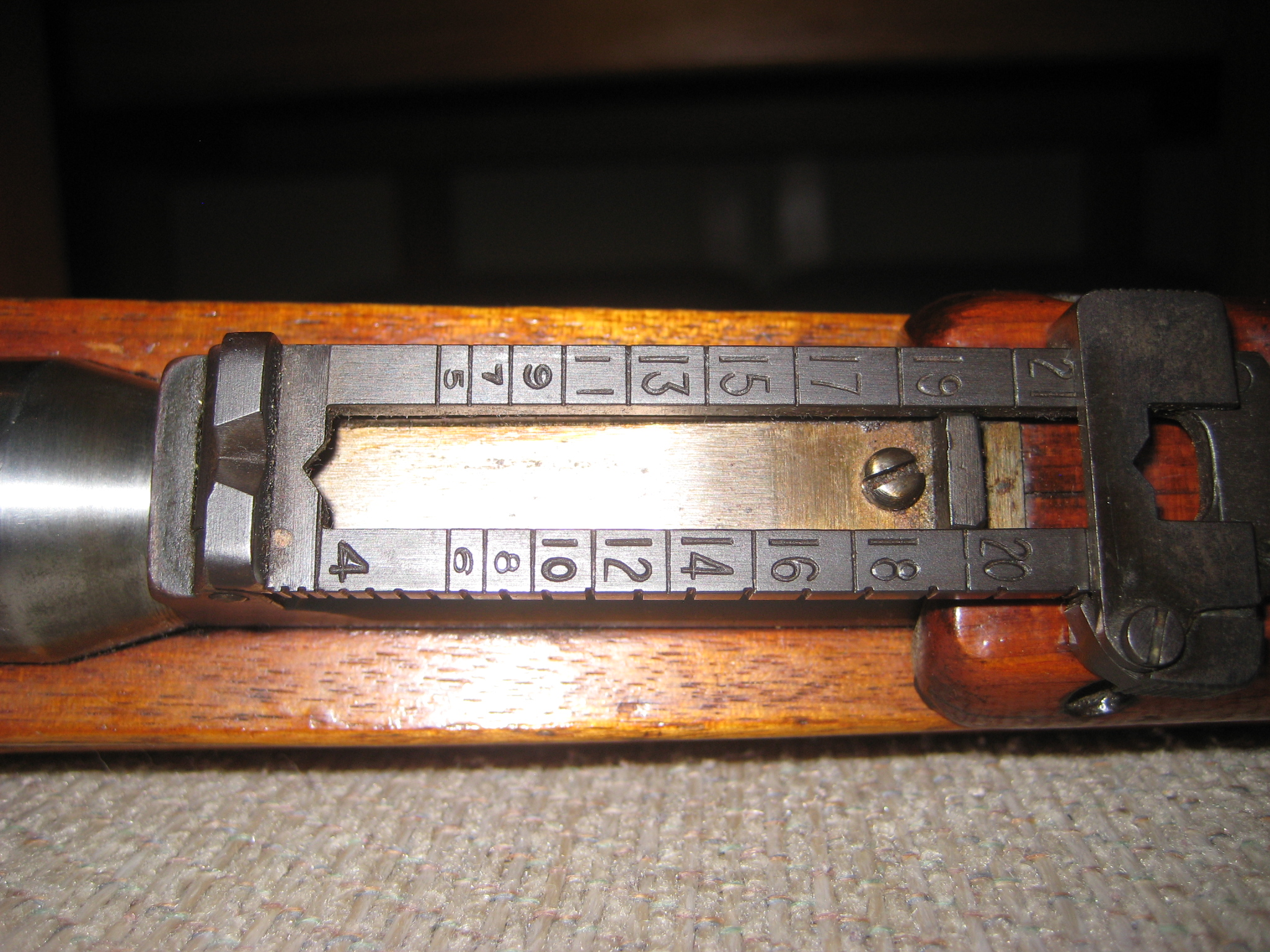
El alza vista desde arriba.
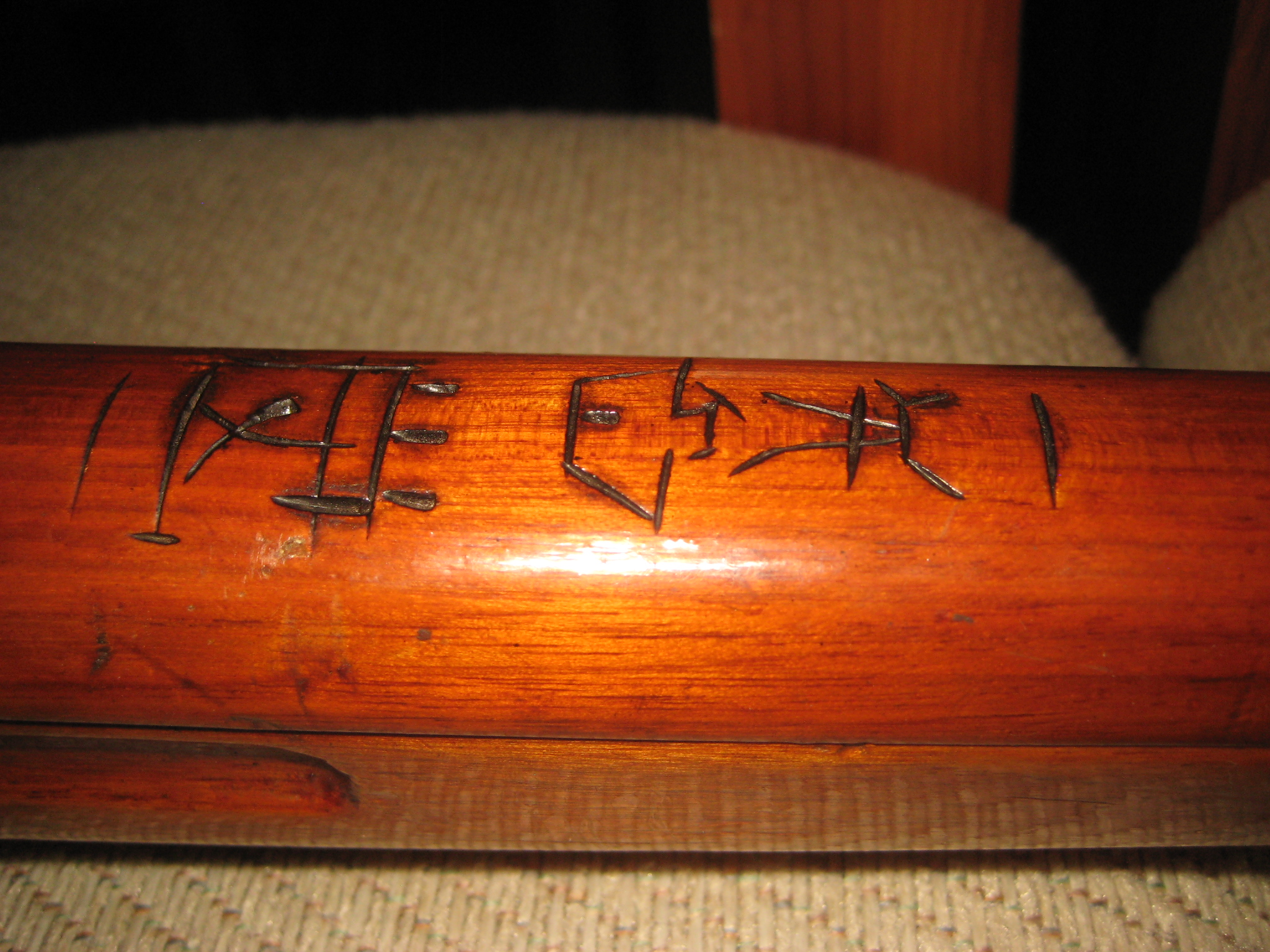
Inscripciones en la cubierta del cañón.
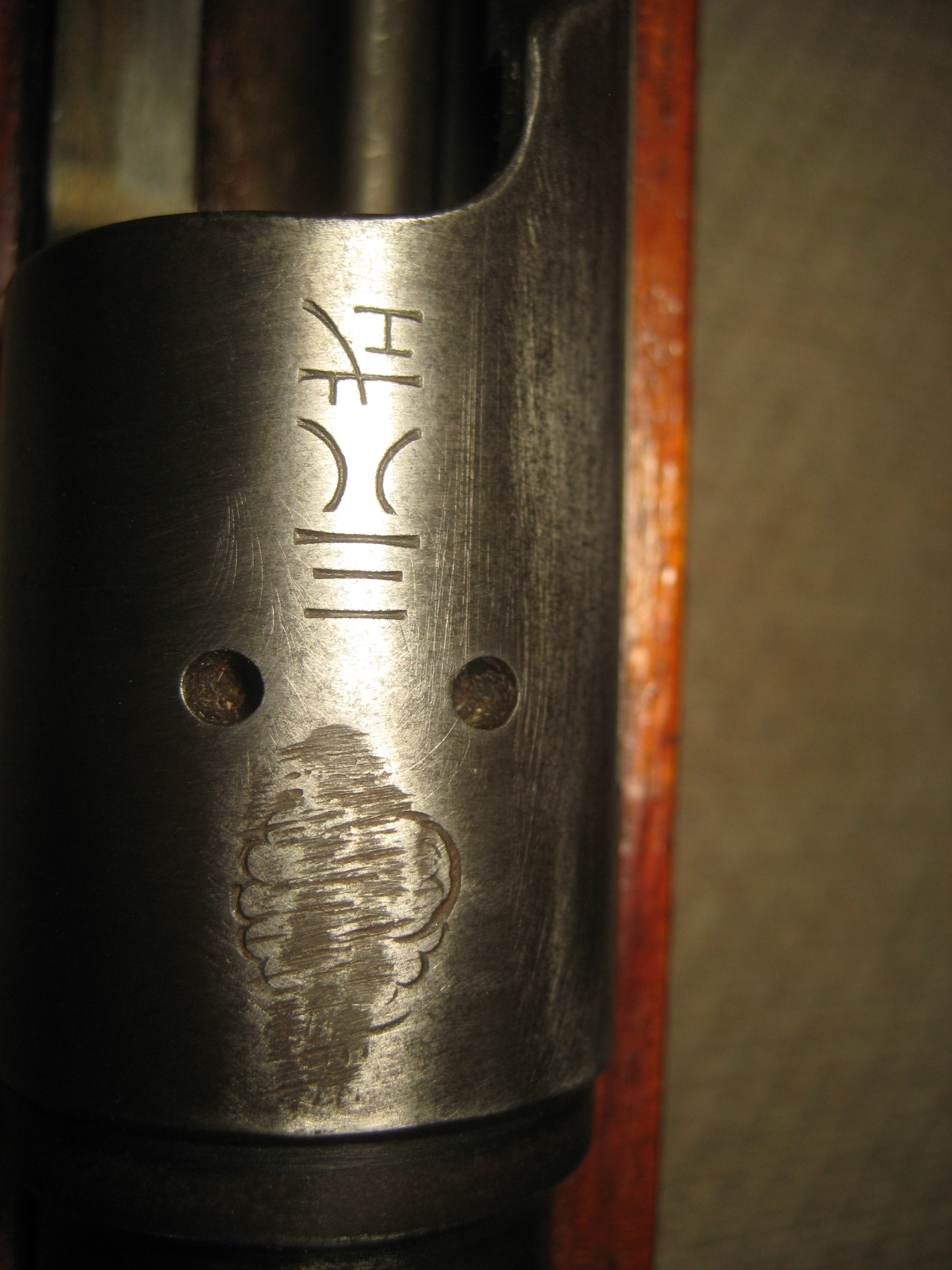
Inscripciones sobre la recámara.
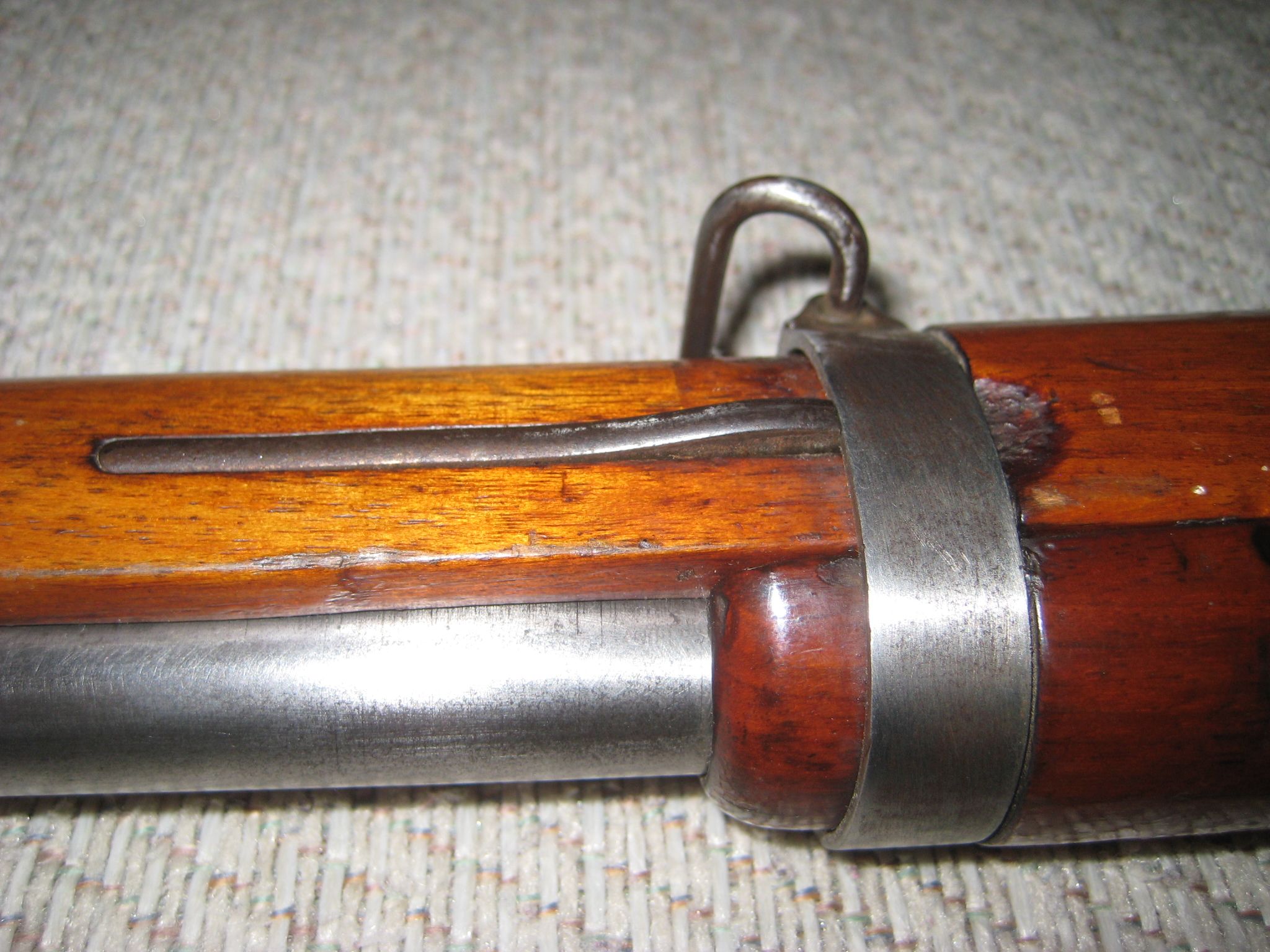
Detalle de la abrazadera.
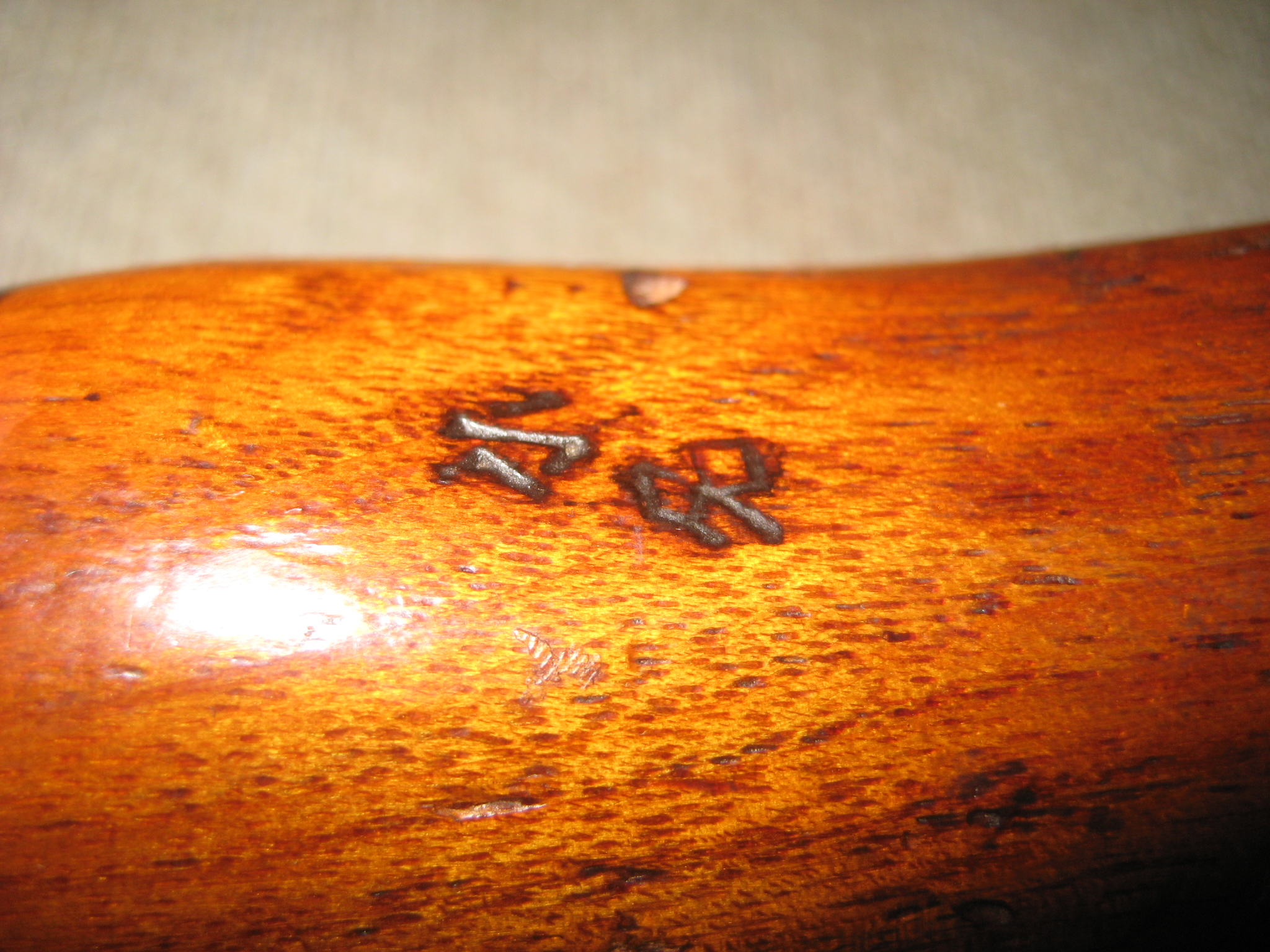
Detalle de las inscripciones en la culata.